# 19141 Poelkapelle
19141 Poelkapelle è un asteroide della fascia principale. Scoperto nel 1989, presenta un'orbita caratterizzata da un semiasse maggiore pari a 2,3317450 UA e da un'eccentricità di 0,1724467, inclinata di 4,07983° rispetto all'eclittica.